# 凌风塔
凌风塔，位于中国广东省梅州市平远县石正镇潭头村，为梅州市平远县的一个省级级文物保护单位，类型为古建筑，高35.5米，2008年11月18日被列入广东省文物保护单位。
凌风塔的历史年代为清代。